# Коросаль (бухта)
Затока Коросаль (англ. Corozal Bay) — невелика затока, бухта біля узбережжя  північного Белізу, складова частина Карибського моря, зокрема затоки Четумаль.

## Географія
Внаслідок давніх тектонічних зрушень, Карибське море врізалося в півострів Юкатан, та утворило в тій уголовині затоку-бухту Четумаль, а та, в свою чергу, розмивала береги та утворила локальну бухту-затоку Коросаль. Берегова лінія становить більше 100 км., скельних круч, півострвів та піщаних лагун Белізу. Узбережжям цієї бухти є прибережні суходільні райони белізського округу Коросаль.